# Musée archéologique d'Éleusis
Le musée archéologique d'Éleusis (en grec moderne : Αρχαιολογικό Μουσείο Ελευσίνας) est un musée grec situé à Éleusis, à l'ouest d'Athènes, fondé en 1890.
Il dépend du ministère grec de la Culture (premier éphorat des antiquités préhistoriques et classiques).
Le musée, établi sur la colline qui domine le site du sanctuaire, abrite les découvertes faites sur le sanctuaire des Grandes Déesses, en lien avec les « Mystères d'Éleusis ».
Il est accessible par le site archéologique.

## Collections

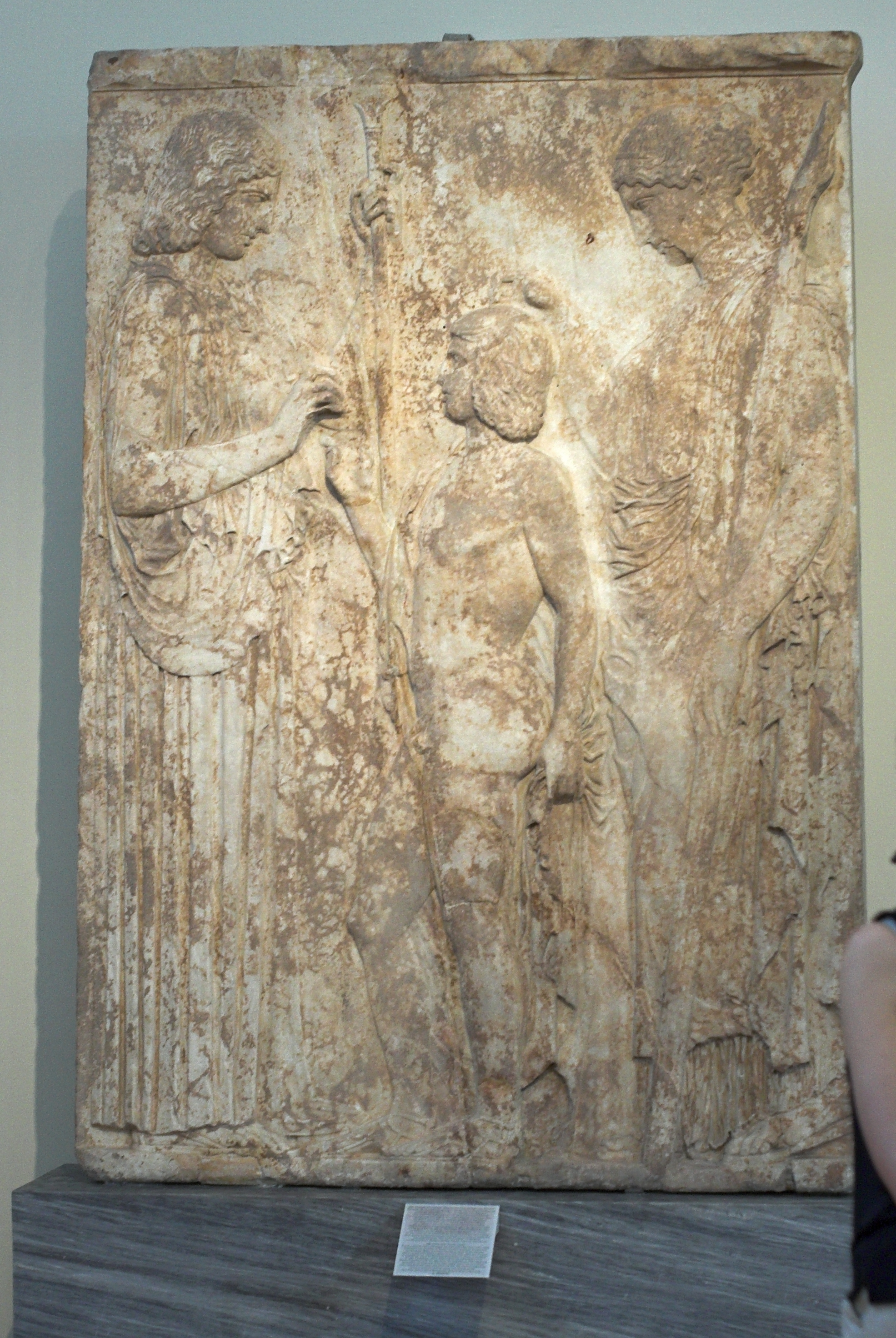
Relief de l'Initiation. Photographie de l'original, au Musée national archéologique d'Athènes.

Les deux découvertes les plus importantes faites à Éleusis ont été transférées au Musée national archéologique d'Athènes : le musée d'Éleusis ne présente que leurs copies.

### Relief de l'Initiation
La première est le grand relief daté de -440/-430 montrant Déméter, Perséphone et le jeune roi d’Éleusis Triptolème qui, selon l'interprétation traditionnelle, se prépare à enseigner l’agriculture au monde selon les instructions de la déesse.
La stèle, en marbre du Pentélique, mesure 1,52 m x 2,20 m.
La scène présente probablement un rite majeur des mystères d'Éleusis. La stèle a été copiée par les Romains : il en est conservé un exemplaire à New York.
La stèle paraît remonter à un moment où l'art n'était pas encore complètement libéré des archaïsmes. Elle est donc datable du milieu du Ve siècle av. J.-C.

### Tablette de Ninnion

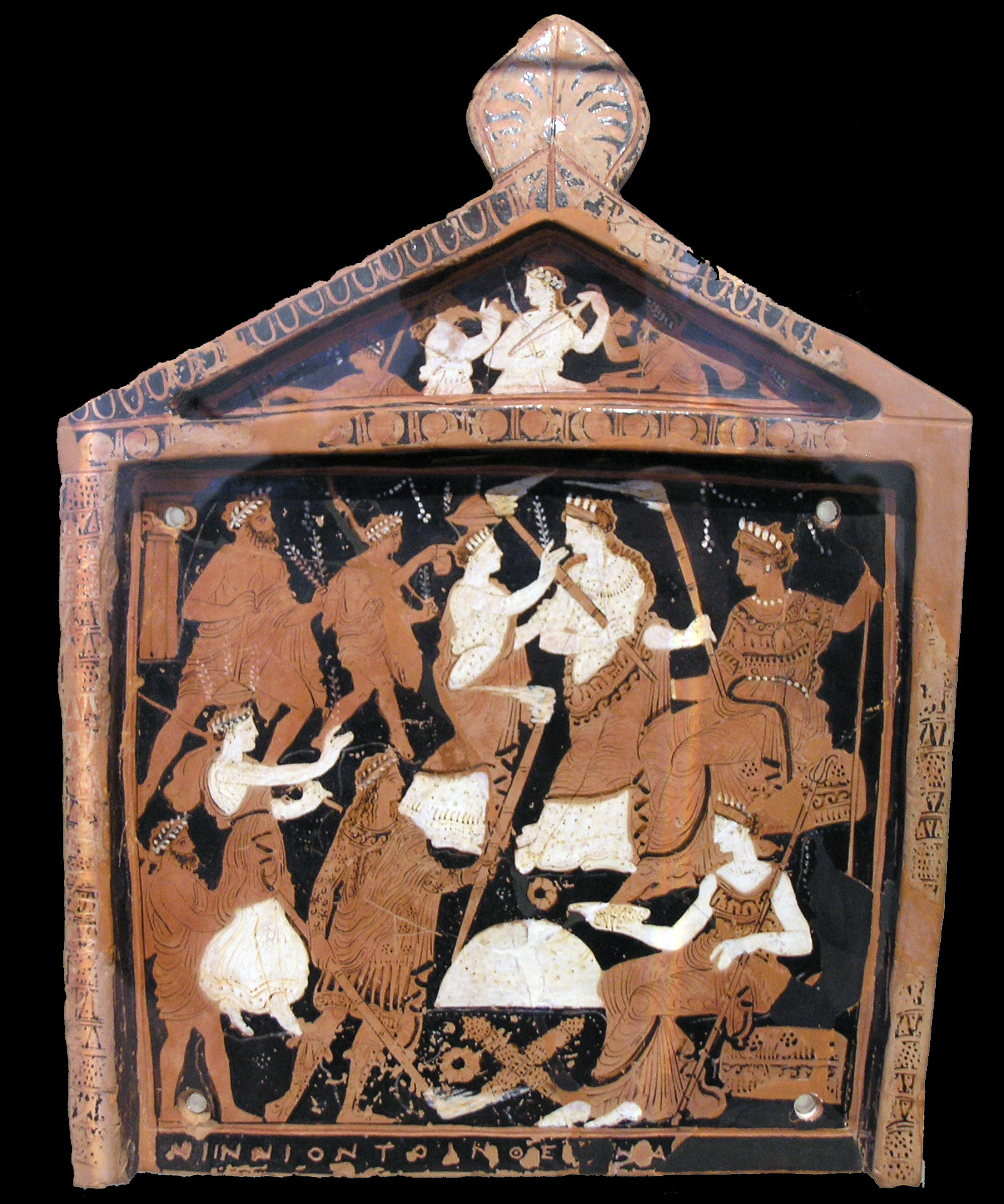
Tablette de Ninnion. Photographie de l'original, au Musée national archéologique d'Athènes.

La seconde est une plaque votive d'argile à figures rouges, en forme de naïskos, datée d'environ -370, connue sous le nom de tablette de Ninnion, qui donne de précieuses informations sur les rituels secrets des Mystères.
L'inscription « ΝΙΝΝΙΟΝ ΤΟΙΝ ΘΕ[ΟΙ]Ν Α[ΝΕΘΗΚΕ] » révèle que Ninnion a dédié la tablette votive aux deux déesses.
La scène principale figure Iacchos menant une procession d’initiés, en présence des divinités Déméter et Perséphone. Au-dessus se trouvent des représentations des phases de la Lune. Le fronton triangulaire à acrotère montre une autre scène peinte dans le même style, avec d'autres personnages.
La tablette de Ninnion est l'une des très rares représentations originales connues des rites d'initiation des Mystères d'Éleusis, avec l'hydrie des mystères d'Éleusis du musée des Beaux-Arts de Lyon et l'hydrie d'Éleusis de l'Altes Museum de Berlin.

### Autres œuvres
| Objet | Description | Origine et datation                     |
| ----- | --- | --------------------------------------- |
|       | Statuette d'une divinité Terre cuite peinte. | Éleusis                                 |
|       | Amphore de Polyphème Amphore funéraire proto-attique (post-géométrique). Le décor figure Ulysse et ses hommes aveuglant Polyphème. | Éleusis milieu du VIIe siècle av. J.-C. |
|       | Torse d'un kouros Kouros archaïque en marbre. | Éleusis ca. -550 / -525                 |
| 466   | Vase à figures noires Poterie à figures noires à fond perforé, trouvé au Télestérion. Scène de semailles ou de sacrifice. L'autre scène représente Midas assis avec Hermès et Silène, qui dirige un homme barbu lié. Les lettres, sans signification connue, sont dispersées parmi les figures. | Éleusis, Télestérion ca. -550           |
| 5085  | Stèle de Déméter et Perséphone Stèle votive : Déméter assise sur un trône, Perséphone debout, tenant une torche. Marbre. | Éleusis ca. -500 / -475                 |
| 5105  | Caryatide du Petit Propylée Partie supérieure d'une des caryatides du Petit Propylée. | Éleusis ca. -50                         |
|       | Statue d'Antinoüs Représentation d'Antinoüs en marbre. | Éleusis ca. 130 / 135                   |
|       | Porcelet Porcelet de marbre. Il rappelle, lors des rites des Mystères, l'arrêt en bord de mer et la mise à l'eau des mystes, accompagnés du porcelet qui figure aussi sur des monnaies d'Éleusis.                                                                                               | Sanctuaire d'Éleusis Période romaine.   |

## Liens et documents externes
- Site officiel
- Notices d'autorité :   - VIAF
  - BnF (données)
  - LCCN
  - GND
  - Israël
  - Grèce
  - WorldCat
- Καλλιόπη Παπαγγελή, Ελευσίνα: Ο Αρχαιολογικός Χώρος και το Μουσείο, ΟΛΚΟΣ, Αθήνα, 2002 Lire en ligne en grec et en anglais (ISBN 960-86743-2-8)

- Παρουσίαση του μουσείου από το Υπουργείο Πολιτισμού και Τουρισμού
- Ίδρυμα  Σ.Λάτση Ελευσίνα Ebook- Ο Αρχαιολογικός Χώρος και το Μουσείο